# Österreichische Ärztezeitung
Die Österreichische Ärztezeitung ist eine medizinische Fachzeitschrift. Der erste Jahrgang erschien 1945.
Sie wird vom Verlagshaus der Ärzte herausgegeben. Sie ist das Organ der Österreichischen Ärztekammer.